# Davie Selke
Davie Selke (Schorndorf, 1995. január 20. –) német korosztályos válogatott labdarúgó, az İstanbul Başakşehirjátékosa.

## Pályafutása
Schorndorfban született Németországban és itt is nőtt fel. Az 1. FC Normannia Gmünd csapatában kezdte a labdarúgást, majd csatlakozott a VfB Stuttgart akadémiájához, ahonnan 2009-ben a TSG 1899 Hoffenheim akadémiájához igazolt át. 2013 januárjában viszont a Werder Bremen csapatához szerződött, ahol az akadémia mellett már a második csapatnak is tagja lett. A második csapatban az SV Meppen csapata ellen debütált az 56. percben. 2013. november 3-án debütált az első csapatban a Bundesligában a Hannover 96 csapata ellen 3-2-re megnyert hazai mérkőzésen, amikor a 63. percben Clemens Fritz cseréjeként lépett pályára.
A 2014–15-ös szezonban már csak a felnőtt keret tagja lett. 2014. augusztus 17-én a német kupában a FV Illertissen csapata ellen megszerezte első gólját a felnőtt csapatban. Szeptember 20-án az FC Augsburg elleni bajnokin az első gólját is megszerezte a Bundesligában.
2015. április 1-jén aláírt az RB Leipzig csapatához 5 évre, ahova a 2015–16-os szezonban csatlakozik. Ezzel az átigazolással a Bundesliga " legdrágább igazolása lett. A spanyol Real Madrid is szerette volna leigazolni. Az átigazolás bejelentését követően a brémai szurkolók ellenséges viselkedés tanúsítottak a játékos iránt. 2015. július 25-én debütált az FSV Frankfurt elleni bajnokin, majd a következő fordulóban a Greuther Fürth ellen megszerezte első gólját. Augusztus 15-én az Eintracht Braunschweig ellen ismét eredményes volt a 2–0-ra megnyert találkozón. 2016. május 8-i Karlsruher SC ellen megnyert mérkőzéssel bebiztosították a feljutásukat az élvonalba. A szezon során 30 bajnokin 10 gólt szerzett, amivel a csapaton belül gólkirály lett megelőzve Marcel Sabitzert és Emil Forsberget.
A 2016–2017-es szezonban az első fordulóban a TSG 1899 Hoffenheim ellen 8 perc játéklehetőséget kapott, miután Yussuf Poulsen cseréjeként a 82. percben pályára lépett. Szeptember 17-én a Hamburger SV ellen megszerezte szezonbeli első bajnoki találatát, 10 percet töltött a pályán. Október 23-án egykori klubja a Werder Bremen ellen a 95. percben csapata harmadik gólját szerezte meg.
2017. június 1-jén a Hertha BSC hivatalos honlapján jelentette be, hogy szerződtette Selkét.
2020. január 31-én kölcsönben visszatért a Werder Bremen csapatához 2021 nyaráig.
2022. január 2-án az 1. FC Köln csapatához igazolt 2024 nyaráig.
2024. július 11-én a Hamburger SV szerződtette. 2025. július 11-én kétéves szerződést írt alá a török İstanbul Başakşehir csapatával.

## Válogatott
Megjárta a német korosztályos válogatottakat. Jelenleg az U19-es válogatottban szerepel és részt vett a 2014-es U19-es labdarúgó-Európa-bajnokság, amit Magyarországon rendeztek meg. 2016. július 16-án Horst Hrubesch kihirdette a 2016-os olimpiai keretet, amiben Selke is szerepelt. A csoportkör második mérkőzésén megszerezte első gólját Dél-Korea ellen, a mérkőzés 3–3 lett. A csoportból a második helyen jutottak tovább és egészen a döntőig meneteltek, ahol a brazilok ellen alulmaradtak.

## Statisztika
2018. május 5. szerint.
| Klub               | Szezon             | Bajnokság | Bajnokság | Kupa  | Kupa  | Európa | Európa | Összesen | Összesen |
| Klub               | Szezon             | Mérk.     | Gólok     | Mérk. | Gólok | Mérk.  | Gólok  | Mérk.    | Gólok    |
| ------------------ | ------------------ | --------- | --------- | ----- | ----- | ------ | ------ | -------- | -------- |
| Werder Bremen      | 2013–14            | 3         | 0         | 0     | 0     | —      | —      | 3        | 0        |
| Werder Bremen      | 2014–15            | 30        | 9         | 3     | 1     | —      | —      | 33       | 10       |
| Werder Bremen      | Összesen           | 33        | 9         | 3     | 1     | 0      | 0      | 36       | 10       |
| RB Leipzig         | 2015–16            | 30        | 10        | 2     | 0     | —      | —      | 32       | 10       |
| RB Leipzig         | 2016–17            | 20        | 4         | 0     | 0     | —      | —      | 20       | 4        |
| RB Leipzig         | Összesen           | 50        | 14        | 2     | 0     | 0      | 0      | 52       | 14       |
| Hertha BSC         | 2017–18            | 27        | 10        | 1     | 0     | 3      | 4      | 31       | 14       |
| Hertha BSC         | 2018–19            | 30        | 3         | 2     | 1     | —      | —      | 32       | 4        |
| Hertha BSC         | 2019–20            | 8         | 0         | 1     | 0     | —      | —      | 9        | 0        |
| Hertha BSC         | Összesen           | 65        | 13        | 4     | 1     | 3      | 4      | 72       | 18       |
| Werder Bremen      | 2019–20            | 0         | 0         | 0     | 0     | —      | —      | 0        | 0        |
| Karrierje összesen | Karrierje összesen | 149       | 36        | 9     | 2     | 3      | 4      | 161      | 42       |

## Sikerei, díjai
- Németország U19
  - U19-es labdarúgó-Európa-bajnokság: 2014

- Németország U23
  - Olimpiai ezüstérmes: 2016

- Németország U21
  - U21-es labdarúgó-Európa-bajnokság: 2017